# Константиново (Сергиево-Посадский район)
Константиново — село в сельском поселении Шеметовское Сергиево-Посадского района Московской области. Население — 747 чел. (2010).
Село Константиново расположено в 25 километрах от Сергиева Посада, на речке Алфимовке, левом притоке Дубны. Его истоки насчитывают не одну сотню лет. У местных старожилов ходит предание, что село основал монах Троицкого монастыря Константин, который построил здесь церковь. Поэтому селение получило название Константиновское. Однако в документах это село упоминается ранее, чем образовалась Троице-Сергиева Лавра.
Впервые упоминается в 1328 году в завещании московского князя Ивана Калиты. С 1650 по 1764 годы село находилось во владении Троице-Сергиева монастыря. В конце XIX — начале XX вв. Константиново было центром одноимённой волости Александровского уезда Владимирской губернии. В 1929—1957 годах Константиново было центром одноимённого района, а в 1994—2006 — одноимённого сельского округа.
В 1895 году в Константиновском и деревнях Базыкино, Бобошино, Грачнево, Гусарня, Кисляково, Козлово, Прикащицкое, Чернецкое насчитывалось 2249 человек. В 1927 году в селе Константиново и перечисленных выше деревнях насчитывалось 497 дворов и 2835 человек. В 2007 году отмечено только 372 хозяйства и 787 постоянных жителей, из них 706 человек — в селе Константиново. Деревня Гусарня (Гусарино) исчезла во второй четверти XX века.
В селе действует Сретенская церковь, построенная в 1690—1695 годах (значительно расширена в XIX веке).

## Население
| 1859 | 1897  | 1905  | 1939  | 2002 | 2006 | 2010 |
| ---- | ----- | ----- | ----- | ---- | ---- | ---- |
| 1003 | ↘1000 | ↗1057 | ↗1392 | ↘813 | ↘802 | ↘747 |

## Известные уроженцы
- Анна (в миру Анна Алексеевна Макандина) — святая Русской православной церкви.
- Сазонова Нина Афанасьевна (1917—2004) — актриса театра и кино, народная артистка СССР (1977).
- Захарова Антонина Васильевна — зенитчица в годы Великой Отечественной войны, председатель Хотьковского горсовета, Почетный житель городов Хотьково и Горжовице (ЧССР) [11]